# Tress MacNeille
Tress MacNeille, född 20 juni 1951 i Kalifornien, USA är en amerikansk röstskådespelare. Mest känd för roller i Simpsons , Futurama och Animaniacs.
I Simpsons gör hon röster till mest små roller, större roller dock till exempel Agnes Skinner, Dolph Starbeam och Brandine Spuckler.

## Rollfigurer iSimpsons
- Agnes Skinner
- Lindsey Naegle
- Dolph Starbeam
- Brandine Spuckler
- Cookie Kwan
- Ms. Albright
- Mrs. Glick
- Bernice Hibbert
- Brunella Pommelhorst
- Poor Violet
- Crazy Cat Lady
- Gino Terwilliger
- Lunchlady Doris
- Manjula Nahasapeemapetilon
- Belle, the burlesque house Madam från Bart After Dark
- Mrs. Muntz
- Plopper, Homers gris från The Simpsons Movie
- Colin, Lisas pojkvän från The Simpsons Movie
- Varierande rollfigurer

## Rollfigurer iFuturama
- Mom
- Linda
- Hattie McDoogal
- Tinny Tim
- Munda
- Deep Blue
- Monique
- Ndnda
- Vyolet
- Petunia
- The Slurm Queen
- Guenter
- Edna
- Varierande rollfigurer

## Rollfigurer i övriga TV-serier och filmer (i urval)
- Flores i My Little Pony
- Piff och Pärlan i Piff och Puff – Räddningspatrullen
- Siri Sprätt i Tiny Toon Adventures
- Callie Briggs i Swat Kats
- Max mamma i Mighty Max
- Dot i Animaniacs
- Humphrey i The Critic
- Colleen i Road Rovers
- Osono i Kikis expressbud
- Obaba i Nausicaä från Vindarnas dal
- Stacey Renee i The Boondocks
- 1987-1993 : Teenage Mutant Ninja Turtles - Kala, Tribble, Tempestra[1]

### Fotnoter
1. ↑  ”Technodrome”. http://www.thetechnodrome.com/voices.shtml. Läst 25 februari 2012.